# Giấy phép nguồn mở
Giấy phép nguồn mở hay giấy phép mã nguồn mở là một loại giấy phép cho phần mềm máy tính và các sản phẩm khác cho phép mã nguồn, bản thiết kế hoặc thiết kế được sử dụng, sửa đổi và/hoặc chia sẻ theo các điều khoản và điều kiện được xác định. Điều này cho phép người dùng cuối và các công ty thương mại có thể xem và sửa đổi mã nguồn, kế hoạch chi tiết hoặc thiết kế cho các nhu cầu tùy chỉnh, tò mò hoặc khắc phục sự cố của riêng họ. Phần mềm được cấp phép nguồn mở hầu hết có sẵn miễn phí, mặc dù điều này không nhất thiết phải như vậy. Các giấy phép chỉ cho phép phân phối lại phi thương mại hoặc sửa đổi mã nguồn cho sử dụng cá nhân thường không được coi là giấy phép nguồn mở. Tuy nhiên, giấy phép nguồn mở có thể có một số hạn chế, đặc biệt liên quan đến việc thể hiện nguồn gốc của phần mềm, chẳng hạn như yêu cầu giữ nguyên tên của tác giả và tuyên bố bản quyền trong mã hoặc yêu cầu phân phối lại phần mềm được cấp phép chỉ theo cùng một giấy phép (như trong giấy phép copyleft). Một bộ giấy phép phần mềm nguồn mở phổ biến là những bộ được cấp phép bởi Sáng kiến nguồn mở (OSI) dựa trên Định nghĩa nguồn mở (OSD) của chúng.

## So sánh
Quỹ phần mềm miễn phí có các tiêu chí liên quan nhưng khác biệt để đánh giá liệu giấy phép có đủ điều kiện phần mềm là phần mềm miễn phí hay không. Hầu hết các giấy phép phần mềm miễn phí cũng được coi là giấy phép phần mềm nguồn mở. Theo cách tương tự, dự án Debian có các tiêu chí riêng của nó với tên là Nguyên tắc phần mềm miễn phí Debian, dựa trên Định nghĩa nguồn mở. Theo cách hiểu của FSF, tiêu chí giấy phép nguồn mở tập trung vào tính sẵn có của mã nguồn, khả năng sửa đổi và chia sẻ nó, trong khi giấy phép phần mềm miễn phí tập trung vào quyền tự do sử dụng chương trình, sửa đổi và chia sẻ mã của người dùng nó 
Giấy phép nguồn có sẵn đảm bảo tính sẵn có của mã nguồn, nhưng không nhất thiết phải đáp ứng các tiêu chí tự do của người dùng để được phân loại là phần mềm miễn phí hoặc phần mềm nguồn mở.

## Phạm vi công cộng
Vào khoảng năm 2004, luật sư Lawrence Rosen đã lập luận trong bài tiểu luận "Tại sao phạm vi công cộng không phải là giấy phép" phần mềm không thể thực sự được miễn vào phạm vi công cộng và do đó không thể được hiểu là giấy phép nguồn mở rất dễ dãi, một vị trí mà phải đối mặt với sự phản đối của Daniel J. Bernstein và những người khác. Vào năm 2012, tranh chấp cuối cùng đã được giải quyết khi Rosen chấp nhận Muff như một giấy phép nguồn mở, đồng thời thừa nhận rằng trái với tuyên bố trước đây của ông có thể được miễn trừ, được hỗ trợ bởi các quyết định của Ninth Circuit.